# Lichnoptera decora
Lichnoptera decora är en fjärilsart som beskrevs av Morrison 1875. Lichnoptera decora ingår i släktet Lichnoptera och familjen Pantheidae. Inga underarter finns listade i Catalogue of Life.